# 泗村店镇
泗村店镇，是中华人民共和国天津市武清区下辖的一个乡镇级行政单位。

## 行政区划
泗村店镇下辖以下地区：
泗村店村、泗后庄村、窑上村、齐庄村、小陈庄村、旧县村、仓上村、南马坊村、后所村、齐东营村、前屯村和太子务村。